# Malmbanan
Malmbanan es una línea de ferrocarril que conecta a la ciudad de Kiruna con puertos en el mar Báltico y el mar de Noruega, Luleå y Narvik respectivamente. La mayor parte de la línea férrea se encuentra dentro de Suecia mientras que el puerto de Narvik pertenece a Noruega. La línea fue construida a principios del siglo XX para la exportación de hierro de la mina de Kiruna. En total, de punta a punta el recorrido del ferrocarril tiene 473 km de largo.